# بخشنامه شینتو
بخشنامه شینتو (انگلیسی: Shinto Directive) دستوری بود که در سال ۱۹۴۵ به دولت ژاپن توسط فرماندهی عالی نیروهای متفقین برای لغو حمایت دولت از مذهب شینتو صادر شد. از نظر متفقین شینتوی حکومتی یکی از عوامل اصلی فرهنگ ملی‌گرایی ژاپنی و نظامی‌گری ژاپن بود که منجر به جنگ جهانی دوم شد. هدف این دستورالعمل ظاهراً مبتنی بر ایده‌های آزادی ادیان و جدایی دین از دولت بود.